# Cry for Help
Cry for Help é um single do cantor britânico Rick Astley, lançado em 1991 e composto pelo próprio e pelo tecladista Rob Fisher (1956-1999).

## Informações
Lançada em janeiro de 1991, Cry for Help figurou na décima posição nas paradas musicais dos Estados Unidos e do Reino Unido, ficando também em décimo-terceiro lugar na Austrália, além de ter ocupado a primeira posição entre os hits contemporâneos da Billboard Hot 100.
No Brasil, figurou em 22º na lista Hot100 Brasil das músicas mais executadas. A canção também esteve incluída na trilha sonora internacional da telenovela O Dono do Mundo, da Rede Globo, exibida entre 1991/1992.
Ao contrário de outros hits de Rick Astley, Cry for Help é um single que mistura os gêneros balada, pop e soul.

## Faixas
1. "Cry for Help" (single editado) – 4:03
2. "Cry for Help" – 4:50
3. "Cry for Help" (estendido) – 6:26

## Desempenho em tabelas musicais
| Tabelas (1991)                                         | Posição |
| ------------------------------------------------------ | ------- |
| Alemanha (Media Control Charts)                        | 14      |
| Austrália (ARIA)                                       | 13      |
| Áustria                                                | 22      |
| Canadá                                                 | 4       |
| Espanha (Spanish Singles Chart)                        | 11      |
| Estados Unidos Billboard Hot 100                       | 7       |
| Estados Unidos Billboard Hot Adult Contemporary Tracks | 1       |
| Irlanda                                                | 9       |
| Noruega (VG-lista)                                     | 4       |
| Reino Unido Singles Chart                              | 7       |
| Suécia                                                 | 17      |